# リトルバスターズ! エクスタシートラックス
『リトルバスターズ! エクスタシートラックス』は、2008年8月15日にKey Sounds Labelから発売されたサウンドトラック。

## 概要
パソコンゲーム『リトルバスターズ! エクスタシー』のサウンドトラックである。

## 収録曲
太字はボーカル曲
1. Little Busters! -Ecstasy Short Ver.-
  - 作詞・作曲：麻枝准、編曲：中沢伴行・尾崎武士、Remix:MintJam、歌：Rita
2. Will&Wish
  - 作曲：折戸伸治、編曲：Manack
  - ヒロインの二木佳奈多のテーマ曲。
  - ボーカル曲「raison」（歌：すずきけいこ）の原曲
3. 猫と硝子と円い月
  - 作曲：麻枝准、編曲：Manack
  - ヒロインの笹瀬川佐々美のテーマ曲。
  - 同名のボーカル曲（歌：民安ともえ）の原曲
4. 駆ける
  - 作曲：麻枝准、編曲：moresis・Manack
  - ヒロインの朱鷺戸沙耶のテーマ曲。
5. glassware
  - 作曲：麻枝准、編曲：Manack
  - 「猫と硝子と円い月」のピアノインスト曲。
6. Saya's Melody
  - 作曲：麻枝准、編曲：Manack
  - 「Saya's Song」のインスト曲。
7. Labyrinth
  - 作曲：折戸伸治・Ishisan、編曲：折戸伸治
  - Isisanはkeyでは初の作曲作品。
8. Shadow Buster
  - 作曲：折戸伸治・Ishisan、編曲：折戸伸治
9. Thinking Time
  - 作曲・編曲：Manack
10. Sha La La Ecstasy
  - 作曲・編曲：Manack、コーラス：霜月はるか
11. Saya's Song -Short Ver.-
  - 作詞・作曲：麻枝准、編曲：ANANT-GARDE EYES、歌：Lia
12. Song for friends -No Intro Ver.-
  - 作詞・作曲：麻枝准、編曲：MintJam、歌：Rita
  - 挿入歌。『Song for friends』のイントロが無いバージョン。
13. Alicemagic -Rockstar Short Ver.-
  - 作詞：都乃河勇人、作曲：折戸伸治、編曲・Remix：MintJam、歌：Rita
  - 佳奈多・佐々美エンディングテーマ。『Alicemagic』のアレンジ版であり、このアレンジでのフルバージョンは『Rockstar Busters!』に収録されている。
14. Saya's Song
  - 作詞・作曲：麻枝准、編曲：ANANT-GARDE EYES、歌：Lia
  - 沙耶エンディングテーマ。
  - キャラクターCD「沙耶の眠れるレクイエム」で風音がこの曲をカバーしている。
15. Little Busters! -Ecstasy Ver.-
  - 作詞・作曲：麻枝准、編曲：中沢伴行・尾崎武士、Remix：Mintjam、歌：Rita
  - オープニングテーマ。『Little Busters!』のアレンジ版。